# 2001년 태풍
 두번째 가장강한 열대저기압:제12호 우딥
2001년에는 5월 11일에 제1호 태풍 시마론이 발생한 것을 시작으로, 연말까지 총 26개의 태풍이 발생하였다. 평균적으로 1년 동안 태풍 발생 개수가 25.6개인 것과 비교하면 비슷한 수치이다.
태풍 이름 뒤에 (제명)이 붙은 이름은 인명 및 재산피해가 극심하거나, 또는 허리케인 및 사이클론의 이름과 중복되거나, 타 자연재해를 연상시킨다는 다양한 이유로 인해 아시아태풍위원회에서 최종 심사를 거쳐 태풍 이름 140개에서 제거가 된 것으로 더 이상 사용할 일이 없는 태풍 이름입니다.라는 뜻이다.

## 통계
이 문서에서는 2001년에 발생한 태풍들의 활동에 대해 기록하였다.
2001년에는 5월 11일에 제1호 태풍 시마론이 발생한 것을 시작으로, 연말까지 총 26개의 태풍이 발생하였다. 평균적으로 1년 동안 태풍 발생 개수가 26.7개인 것과 비교하면 비슷한 수치이다.

### 월별 태풍 발생 개수
2001년 기록과 30년 평균 기록의 비교
| -                              | 1월       | 2월       | 3월       | 4월       | 5월       | 6월       | 7월       | 8월        | 9월        | 10월       | 11월       | 12월       |
| ------------------------------ | --------- | --------- | --------- | --------- | --------- | --------- | --------- | ---------- | ---------- | ---------- | ---------- | ---------- |
| 2001년 (누적)                  | 0 (0)     | 0 (0)     | 0 (0)     | 0 (0)     | 1 (1)     | 2 (3)     | 5 (8)     | 6 (14)     | 5 (19)     | 3 (22)     | 1 (23)     | 3 (26)     |
| 30년 평균 1971년~2000년 (누적) | 0.5 (0.5) | 0.1 (0.6) | 0.4 (1.0) | 0.8 (1.8) | 1.0 (2.8) | 1.7 (4.5) | 4.0 (8.5) | 5.5 (14.0) | 5.0 (19.0) | 3.9 (22.9) | 2.5 (25.4) | 1.3 (26.7) |

## 활동한 태풍

### 제1호 태풍 시마론
열대저기압이 필리핀을 관통한 후 태풍으로 발달하여 대만 쪽으로 북상했으나 크게 발달하지 못하고 필리핀 북부 해상에서 소멸하였다.

### 제2호 태풍 제비
필리핀 동쪽 먼해상에서 발생하여 대만을 향해 북서진한 후 중국 남동부에 상륙하였다. 이후 한반도의 상륙이 점쳐졌지만 세력을 잃어 한반도 도달 직전에 소멸하였다. 그러나 온대저기압으로 변질된 이후 한반도 남부에 상륙하여 남부 지방에 많은 비를 유발하였다.

### 제3호 태풍 투리안(두리안)
중국 남해상에서 생성되어 중국 대륙으로 북상해 베트남 북부에서 소멸하였다. 강도와 크기에 비해 많은 피해를 주었다.

### 제4호 태풍 우토(우토르)
필리핀 동부 먼해상에서 형성되어 필리핀 북부를 지나 중국에 상륙하였다. 필리핀 북동쪽 해상에 이르렀을 때, 강한 초대형 태풍으로 발달하여 많은 피해를 주었다. 이후 중국 상륙 시까지 세력이 약해지지 않고 초대형 태풍 지위를 유지해 나갔다. 이후 중국에 엄청난 피해를 주고 소멸하였다.

### 제16호 태풍 나리
경로가 상당히 복잡하게 얽혀있다.

### 제22호 태풍 버들
2001년 태풍중 첫번째로 카테고리 5등급에 달하는 태풍이다.

### 제26호 태풍 와메이(제명)
적도에서 고작 156km 지점에서 발생한 특이한 태풍이다. 해당 태풍의 이름은 싱가포르에 상당한 재산 피해를 입혀 아시아 태풍 위원회에서 최초로 제명당한 태풍 이름으로 기록되었다.